# Gwak Ju-yeong
Gwak Ju-yeong (곽주영?; Hadong, 21 agosto 1984) è un'ex cestista sudcoreana.

## Carriera
Con la Corea del Sud ha disputato tre edizioni dei Campionati asiatici (2013, 2015, 2017).